# Izmajlovo (Mosca)
Il quartiere Izmajlovo (in russo Район Измайлово?) è un quartiere di Mosca sito nel Distretto Orientale. Ospita la parte occidentale del vasto parco Izmajlovskij.
Occupa parte dell'area dell'abitato di Izmajlovo, già noto nel XV secolo, a sua volta derivato dal nome del suo proprietario, un turco di nome Izmajl. Dal XVI secolo diventa proprietà dei boiari della famiglia dei Romanov, che ne fanno una tenuta privata. Successivamente, il nome Izmajlovo fu esteso a tutta l'area a nord e all'est dell'abitato.
Viene incluso nel territorio della città di Mosca nel 1935 e la sua urbanizzazione ha inizio dopo la seconda guerra mondiale. Il quartiere avrebbe dovuto anche ospitare lo stadio centrale dell'URSS, ma a causa della guerra la sua costruzione non venne conclusa. Lo stadio venne completato in occasione delle Olimpiadi del 1980, dove è stato utilizzato come campo di allenamento.
Tra il 1998 ed il 2007 è stato costruito il Cremlino di Izmajlovo, un complesso architettonico ospitante al proprio interno musei e laboratori artistici tradizionali.